# Banque de développement des États des Grands Lacs
La Banque de développement des États des Grands Lacs (BDEGL) est une institution financière internationale appartenant aux trois États membres de la Communauté économique des pays des Grands Lacs (CEPGL) : le Burundi, la République démocratique du Congo et le Rwanda. Créée en septembre 1977, elle a pour mission de promouvoir le développement économique et social dans la région des Grands Lacs africains en fournissant des financements et des services financiers aux projets et aux entreprises. Son siège se trouve à Gitega, au Burundi.

## Histoire
Le 4 septembre 1977, une année après la création de la Communauté économique des Pays des Grands Lacs les chefs d’Etats du ZaïreMobutu Sese Seko, du Rwanda , Juvénal Habyarimana  et du Burundi, Jean-Baptiste Bagaza se réunissent à Bujumbura où ils décident de fonder une banque dont l’objectif principal est de mobiliser des ressources financières pour des projets visant à poursuivre l’intégration économique et le développement de la région : Banque de Développement des États des Grands Lacs (BDGEL), avec son siège à Goma (RDC).
La banque opère entre 1977 et 1989 et tombe en faillite.
La banque reste en sommeil jusqu'en novembre 2009, quand elle est recapitalisée et après diverses incertitudes est relancée avec son siège à Gitega, au Burundi
.

## Pays membres
- Burundi
- République démocratique du Congo
- Rwanda

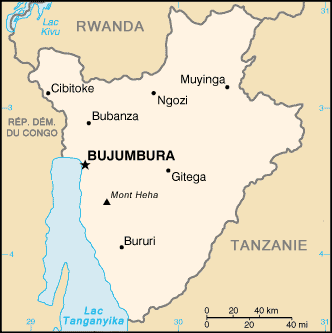
Carte du Burundi.
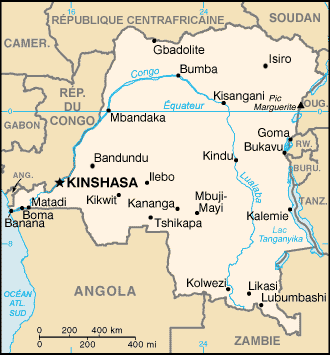
Carte de la République démocratique du Congo.
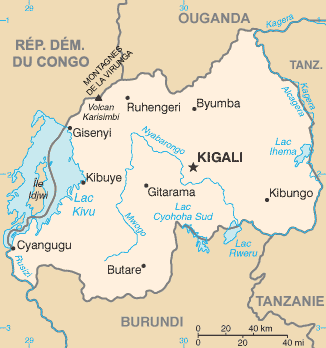
Carte du Rwanda.

## Compétences
La Banque de Développement des États des Grands Lacs (BDEGL) a récemment adopté un plan stratégique à moyen terme (2023-2027) pour se transformer en une banque moderne, équipée en systèmes et en ressources humaines compétentes.

La Banque de Développement des États des Grands Lacs (BDEGL) finance différents projets visant à promouvoir le développement économique et social dans la région des Grands Lacs africains. Voici quelques-uns des types de projets qu’elle soutient :
- Infrastructure : La BDEGL finance des projets d’infrastructure tels que la construction de routes, de ponts, d’aéroports, de ports maritimes, d’installations énergétiques et d’approvisionnement en eau.
- Agriculture et sécurité alimentaire : Elle soutient des projets agricoles, d’irrigation, de stockage des récoltes et de développement rural pour améliorer la sécurité alimentaire dans la région.
- Santé et éducation : La BDEGL finance des projets de construction et d’amélioration d’infrastructures de santé et d’éducation, ainsi que des programmes de formation et de sensibilisation.
- Industrie et commerce : Elle soutient des projets industriels, commerciaux et de développement du secteur privé pour stimuler la croissance économique.
- Environnement et développement durable : La BDEGL finance des projets de préservation de l’environnement, de gestion des ressources naturelles et de développement durable.
- Technologie et innovation : Elle encourage les projets liés à la technologie, à l’innovation et à la recherche pour favoriser la croissance économique.

## Projets
- Facilitation du commerce transfrontalier : La BDEGL a alloué un don de 23 millions de dollars à la République démocratique du Congo (RDC) pour soutenir un plan d’action de réinstallation et la modernisation des infrastructures frontalières au site de Petite Barrière à Goma, dans la province du Nord-Kivu. Petite Barrière est le point de passage piétonnier le plus fréquenté de la région des Grands Lacs, avec plus de 50 000 personnes qui le franchissent chaque jour[5].
- Projet d’Urgence contre la Violence Sexuelle dans la Région des Grands Lacs: Ce projet, soutenu par la Banque mondiale, se concentre sur les survivants de la violence sexuelle. Il propose des services intégrés combinant des soins de santé, un soutien psychologique, une aide juridique et un appui économique. Il s’agit du premier projet en Afrique de la Banque mondiale sur ce sujet[6].
- Renforcement institutionnel : La BDEGL a entrepris des réformes structurelles pour améliorer sa gouvernance, sa modernisation et sa transformation. Elle encourage également les partenariats publics-privés en tant que catalyseurs de la croissance économique[2].

## Rapports annuels
La Banque de Développement des États des Grands Lacs (BDEGL) publie régulièrement des rapports annuels pour rendre compte de ses activités et de ses réalisations.
- Rapport Annuel 2022 : Le rapport annuel de 2022 reflète les actions entreprises malgré les défis mondiaux tels que la pandémie de COVID-19 et le conflit russo-ukrainien. Il met en évidence les décisions stratégiques et opérationnelles prises par le Conseil d’Administration pour la transformation et la relance de la Banque[4].